# Цинцкаро (Тетрицкаройский муниципалитет)
Цинцкаро (груз. წინწყარო) — село в Грузии, на территории Тетрицкаройского муниципалитета края (мхаре) Квемо-Картли.

## География
Село находится в юго-восточной части Грузии, к югу от реки Алгети, на расстоянии приблизительно 11 километров (по прямой) к востоку от города Тетри-Цкаро, административного центра муниципалитета. Абсолютная высота — 867 метров над уровнем моря.

## Население
По результатам официальной переписи населения 2014 года в Цинцкаро проживало 1857 человек (933 мужчины и 924 женщины). В национальной структуре населения грузины составляли 69,7 %, азербайджанцы — 29,2 %.
| Год  | Население, человек |
| ---- | ------------------ |
| 2002 | 572                |
| 2014 | ↗ 1857             |